# توپولانه (لهستان)
توپولانه (به لهستانی:  Topolany) یک روستا در لهستان است که در گمینا میخاوووو واقع شده‌است.